# Ryggbedövning
Ryggbedövning eller spinal behandling är en central nervblockad och ryggbedövning kan ske med hjälp av olika metoder. Genom detta ingrepp upphävs bland annat smärtförnimmelser tillfälligt i en del av kroppen, ofta i nedre delen av kroppen.
I dagligt tal används ofta benämningen "ryggmärgsbedövning", vilken dock är oegentligt då man aldrig lägger något bedövningsmedel i själva ryggmärgen.
- Vid en spinalbedövning (spinalanestesi, SPA) injiceras bedövningsmedlet till ryggmärgsvätskan under (arachnoidean) spindelvävshinnan.
- Vid en epiduralbedövning (epiduralanestesi, EDA) sprutar man in bedövningsmedlet ytligare, utanför den hårda ryggmärgshinnan (dura mater) (och den där under liggande arachnoidean), in i epiduralrummet.
- En tredje form av ryggbedövning utgör sakralanestesi.

Vid långvarig smärta och smärtbehandling, framförallt vid tumörsjukdom (cancer), förekommer en särskild form av spinalanestesi, så kallad intratekal behandling. Detta innebär att vissa läkemedel ges till ryggmärgsvätskan (även kallat intratekalt), vanligen via en pump som patienten har med sig i en väska eller eventuellt har inopererad.
Intratekal behandling förekommer även vid vissa rörelsestörningar.